# Volina mrkulja
Volina mrkulja (lat. Dipturus batis), najčešće samo volina, riba je iz porodice Rajidae. Ovo je jedna od dvije vrste volina u Jadranskom moru, a ujedno je i najveća od svih raža, naraste do 285 cm i do skoro 100 kg. Najčešća joj je veličina oko 100 cm. Tijelo joj je romboidno s konkavnim prednjim rubom, Koža ženki je cijela hrapava dok su mužjaci samo djelomično hrapavi. Tamnih je boja, smeđih ili maslinastosivih tonova, s nejasnim bjelkastim pjegama, crnim točkama i zarezima. Na repu ima 3 reda trnolikih bodlji u kojima je 12-18 bodlji. Zalazi do najvećih Jadranskih dubina na dubine do 600 m. Naraste do 150 cm, a drugdje živi na dubinama između 100 i 1000 metara, najčešće na onima do 100-200. Hrani se svim živim bićima koje može pronaći na dnu, a najčešće rakovima i drugim ribama. Razmnožava se u proljeće kada leže oko 40 jajašaca. Mrkulja se koristi u ishrani iako je radi prekomjernog izlova vrlo rijetka.

## Rasprostranjenost
Volina mrkulja se može pronaći u istočnom dijelu Atlantika, sjeverno od Norveške Islanda i Farskih otoka pa južno sve do Senegala. Rasprostranjena je i po cijelom Mediteranu, kao i u zapadnom dijelu Baltika.

## Ugroženost i zaštita
Voline su uz izlov često i nehotičan ulov od čega ih je zbog veličine, pogotovo veličine mladunčadi, teško zaštititi. U većini staništa postale su rijetke te se smatraju ugroženima. U Hrvatskoj se nalaze na popisu strogo zaštićenih vrsta.

## Vanjske poveznice
|  | Zajednički poslužitelj ima još gradiva o temi Dipturus batis |
|  | Wikivrste imaju podatke o taksonu Dipturus batis             |